# Дідик Юстина Федорівна
Юстина Дідик (13 листопада 1960 року) — співачка, актриса, лауреат премій Д.Задора, братів Юрія-Августина та Євгенія Шерегіїв.

## Біографія
Дідик Юстина Федорівна, народилася 13 листопада 1960 року, в сім'ї викладача УжНУ Федіра Дідика та Варвари Дідик, працівниці швейної фабрики, в с. Барвінок, Ужгородського р-ну, Закарпатської області. Закінчила десятирічку в м. Ужгород, школа № 5. Також навчалась в Ужгородській дитячій музичній школі, клас скрипки. В 1978 році працювала в Заслуженому Закарпатському народному хорі на посаді — хористка хору. В 1979 році поступила до Ужгородського музичного училища на вокальний відділ. Під час навчання працювала в ЗОМА (закарпатське об'єднання музичних ансамблів), солісткою-вокалісткою музичного ансамблю. В 1982 році закінчила музичне училище з відзнакою і в тому ж році поступила в Київську консерваторію на вокальний відділ. В 1987 році закінчила Київську консерваторію і була направлена в Ялтинську філармонію, як солістка. Через півроку перенаправлена в Ужгородський музично-драматичний театр, на посаду солістки та актриси театру.

## Робота в театрі
Працювала в Ужгородському музично-драматичному театрі з 1987 року. Зіграла багато ролей, серед них: «Наталка-Полтавка» І.Котляревський, роль Наталки; «Вій» М.Гоголь, роль Панночки; «Сватання на Гончарівці» Квітка-Основяненко, роль Уляни; «Сексуальні ігри під чорним сонцем» В.Шершун, роль Свілої Зонги; «Москаль-чарівник» І.Котляревський, роль Тетяни; «Вітівки Хануми» за мотивами пєси Є. Кончеллі, роль Сони; «Танго для тебе» А. Шерегій, роль — пані Марта; «Любий спокусник» В. Тарасова, роль Жосефіна; «Окей Мойшо» Шолом-Алейхем, роль — Елька; «Гордубал» П.Скунць, В. Шершун, роль — Доля; «Попелюшка. Кришталева туфелька» І.Усач, роль феї-хресної; «Жіночі пристрасті» І.Нечуй-Левицький, роль — Мелашки; « Кум мірошник або сатана в бочці» Д.Дмитренко, роль — Феська; «Це дівча з характером» Г.Рябкін, роль — вчительки ; «Князь Лаборець» Ю.Бача, роль Світлани.
Була відзначена обласною премією ім. братів Юрія-Августина та Євгенія Шерегіїв, за роль Світлани в музичній виставі Ю.Бача «Князь Лаборець».
- Під час роботи в театрі багато гастролювала за кордоном з сольними концертами (Австрія, Італія, Німеччина, Угорщина, Чехія). Виконувала твори зарубіжних класиків: Арія з кантати № 21, Й.Баха; Арія з кантати № 68, Й.Баха; Арія з циклу «Магніфікат» Й.Баха; Арія з циклу «Іуда Маккавей» Генделя; Сцена Джульєтти з опери «Монтеккі і Капулетті» Белліні; Каватина Норми з опери «Норма» Белліні; Арія Мімі з опери «Богема» Д. Пуччіні; Арія Марфи з опери «Царева наречена» Римський-Корсаков; Сцена Снігурочки з опери «Снігурочка» Римський-Корсаков; Арія Сільва з оперети «Сільва» І.Кальман; Арія Маріци з оперети «Маріца» І.Кальман; пісня Розалінди з оперети «Кажан» Й.Штраус.[джерело?]

- Працювала в музичному училищі ім. Дезидерія Задора та коледжі культури та мистецтва, як викладач вокалу, методики викладання співу та аналіз музичних творів. Викладала сольний спів та методику навчання співу в ужгородській філії Київського університету культури та мистецтв. В 2008—2009 році розробила посібник з методики навчання співу, а в 2011 році його затверджено комісією Закарпатського інституту післядипломної педагогічної освіти, м. Ужгород.

Була відзначена грамотами, медалями та дипломами за сумлінну працю.

## Сольні концерти та програми
- Kozert des kammertrio «Elegia», aug. 28, 1996, Budapest
- «Щаслива у пісні» , 2000 р., творчий вечір Юстини Дідик на 2 відділення.
- Бенефіс Юстини Дідик з народним артистом А.Філіппов, 1989
- «Вітер з Хортиці»,1 лютого 1997 р., Київ, Національна філармонія
- «Душа — се конвалія ніжна…» 25 травня, 2009 р., сольний концерт Юстини Дідик.
- Перший Міжнародний фестиваль органної музики «Музика без кордонів» , 26 квітня — 24 травня 2012 р., Ю.Шух «Песни умершего века» — сопрано Юстина Дідик, орган — Наталія Висіч.
- «Запорожець за Дунаєм» 5 листопада , 2014 р., Закарпатська обласна філармонія, симфонічний оркестр філармонії та Заслужений академічний Зарпатський народний хор; роль Одарки — Юстина Дідик.
- Концерт до міжнародного дня музики — «Життя в ритмі вальсу», 1 жовтня 2016 р., м. Ужгород, художній музей Й.Бокшая
- «Con amore» вечір класичної музики, 6 березня, 2017р
- «Жінка, яка вміла любити» 2017 р., м. Ужгород, художній музей Й.Бокшая
- серія концертів в замку Сент-Міклош, 2013 р., «Жінка, яка вміла любити. Історія Ілони Зріні»
- Вечір класичної музики з читанням псалмів, Хрестовоздвиженський Кафедральний собор, м. Ужгород, 2016 р., Юстина Дідик — вокал, концертмейстер — Л.Голубєва.

## Навчання
- 1979—1982 р. Ужгородське музичне училище, вокальний відділ закінчила з відзнакою, викладач Глодан Валерія Алладарівна
- 1982—1987 р. Київська консерваторія, вокальний відділ, викладач професор, заслужена артистка України Захарченко Наталія Йосипівна

## Особисте життя
Живе і творить в м. Ужгород.